# Dargovská
Dargovská ulice je ulice v Bratislavě, v městské části Petržalka. Je pojmenována po obci Dargov v okrese Trebišov.
Nachází se v části lidově zvané Kolonka, kde zůstala zachována původní výstavba rodinných domů. Oblast byla před rokem 1989 určena k asanaci, v domech není zaveden plyn a schází i kanalizace. Tvoří spojnici mezi ulicemi Gogoľova a Kaukazská, je rovnoběžná s ulicí Kubínska a je na ni kolmá ulice Nábrežná.